# Nicole Linkletter
Nicole Linkletter, född 27 februari 1985 i Grand Forks i North Dakota, är en amerikansk fotomodell och vinnaren av  America's Next Top Models femte säsong. Linkletter har efter vinsten gjort modelljobb för Elle Magazine och Elle Girl Magazine.
Linkletter är gift med Adam Nathanson. Paret har en son tillsammans.